# アレクサンダー・レズリー (初代リーヴェン伯爵)

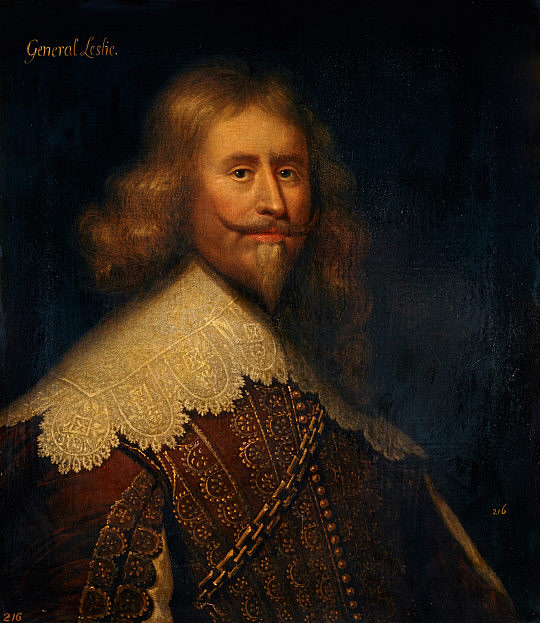
初代リーヴェン伯爵アレクサンダー・レズリー

初代リーヴェン伯爵アレクサンダー・レズリー（Alexander Leslie, 1st Earl of Leven, 1582年 - 1661年4月4日）は、清教徒革命（イングランド内戦）期のスコットランドの軍人・貴族。国民盟約に参加し主教戦争でイングランド王チャールズ1世と戦い、続く第一次イングランド内戦でも反王党派の立場から議会派に加勢した。

## 生涯
出自は不明でアソル公爵家の私兵隊長の子ともされるが定かでない。甥のデイヴィッド・レズリーと行動を共にしてヨーロッパで軍人の道を歩み、スウェーデン軍に入り約30年間を過ごし、八十年戦争に参加したりグスタフ2世アドルフに従い三十年戦争を戦いシュトラールズント攻囲戦に参戦した。
1638年にスコットランドへ帰国しモントローズ伯ジェイムズ・グラハムやアーガイル伯アーチボルド・キャンベルと共に国民盟約に参加、翌1639年には国民盟約が率いるカヴェナンターの指揮官に任命され、1640年に第2次主教戦争におけるニューバーンの戦いでイングランド軍に勝利しイングランド北部の都市ニューカッスル・アポン・タインを占領した。チャールズ1世と盟約派が和平としてリポン条約を結んだ際、味方に引き入れたいチャールズ1世から翌1641年にリーヴェン伯爵に叙爵されたが反意せず、1642年から第一次イングランド内戦が始まると1644年1月に盟約派とイングランドの議会派が結んだ厳粛な同盟と契約に基づいてデイヴィッドと共にイングランドへ出兵した。
ヨークシャーの有力者ファーディナンド・フェアファクスの息子トーマス・フェアファクスの部隊と合流し4月に王党派のニューカッスル侯ウィリアム・キャヴェンディッシュが籠城するヨークを包囲したがカンバーランド公ルパートが率いる国王軍の救援が来たため撤退、退却中に国王軍の追撃を受け7月2日にマーストン・ムーアの戦いとなった。戦闘は国王軍に中央を破られ一時敗走したが、左翼で鉄騎隊を率いるオリバー・クロムウェルとデイヴィッドの奮戦で議会軍の勝利に終わり面目を保った。戦後は北へ転進し前線から遠ざかったが、1646年にスコットランド軍へ投降したチャールズ1世の身柄を預かり、翌1647年1月にチャールズ1世を議会派へ引き渡し第一次内戦を終わらせた。
以後も反王党派であり続け、スコットランドがチャールズ1世と結んだ和解契約に反対したが、1649年にチャールズ1世が処刑され成立したイングランド共和国にも反対し王党派に鞍替え、チャールズ2世の支持者になった。1651年にアンガスで共和国軍に捕らえられ投獄されたが、3年後の1654年に釈放された後は引退した。1661年に死去、孫のアレクサンダー・レズリーがリーヴェン伯位を継承した。

## 子女
アグネス・レントン（? - 1657年）と結婚し2男5女を儲けた。長男グスタフは早世、次男アレクサンダーはバルゴニー卿となりロシズ伯爵ジョン・レスリーの娘マーガレットと結婚した。また、娘の1人バーバラはジョン・ルスヴェンと結婚した。